# Università di Edimburgo
L'Università di Edimburgo (The University of Edinburgh in inglese) è stata fondata nel 1582  ed è una delle università più antiche della Scozia. È considerata una delle istituzioni accademiche più prestigiose al mondo  e tra i suoi ex studenti si contano venti premi Nobel, tre vincitori del Premio Turing, un vincitore della Medaglia Fields e del Premio Abel, quattro vincitori del Premio Pulitzer, tre Primi ministri del Regno unito, nonchè numerosi medagliati d'oro alle Olimpiadi.

## Storia

### Fondazione
La fondazione dell'università è attribuita al vescovo Robert Reid. Il presule aveva intestato alcuni terreni a favore del Consiglio della municipalità di Edimburgo, che alla sua morte nel 1558, decise di destinarli alla creazione di un collegio universitario di studi giurisprudenziali. Negli anni successivi, il Consiglio e gli amministratori della capitale scozzese lavorarono all'ampliamento dell'ateneo, la cui nascita fu ufficialmente concessa il 14 aprile 1582 dalla Regia carta di Giacomo VI di Scozia, fu la prima università della Riforma scozzese istituita per decisione del re, laddove le altre preesistenti erano nate in conseguenza di una bolla pontificia. La didattica del "Tounis College" fu avviata nel 1583, divenendo pienamente operativa con la nomina del primo rettore nel 1598. Nel 1617, fu ribattezzata King James's College e nel XVIII secolo si trasformò in uno dei principali centri dell'Illuminismo scozzese.

### Sviluppo

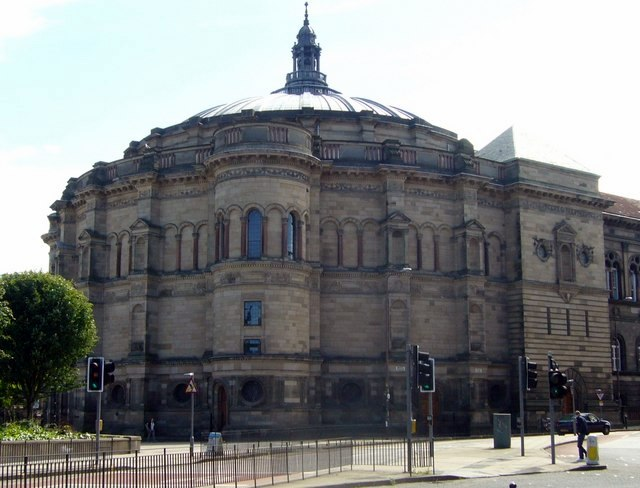
L'edificio della McEwan Hall

Nel 1762, Hugh Blair fu nominato dal re Giorgio III quale primo titolare della cattedra di retorica e belle arti. L'atto determinò l'inserimento della letteratura inglese fra le materie di studio delle università e segnò la nascita della prima facoltà di letteratura inglese nel Regno Unito.
Dalla sua fondazione fino all'inizio del XIX secolo, l'Università di Edimburgo si era costituita come una rete di edifici distinti e tra loro separati, ampliatasi progressivamente nel tempo. A conclusione delle guerre napoleoniche, l'architetto William Henry Playfair ultimò la realizzazione del progetto dell'Old College, elaborato dall'architetto neoclassico Robert Adam. Situato lungo la sponda South Bridge, l'Old College, odierna Edinburgh Law School, ospitò inizialmente i corsi di anatomia e scienze chirurgiche.
Un tunnel sotterraneo si dipartiva dal seminterrato di una casa prospiciente, fino all'allora era North College Street al di sotto degli altri edifici universitari. Esso veniva utilizzato per trasportare i corpi oggetto di dissezione autoptica all'interno dell'aula dedicata alle lezioni di anatomia. All'interno di esso, fu rinvenuto il cadavere di William Burke, dopo la sua condanna a morte per impiccagione.
Nel 1875, l'architetto vittoriano Robert Rowand Anderson ricevette l'incarico di progettare i nuovi locali della Scuola di medicina, poiché le dimensioni dell'Old College non erano più adeguate. Il New College fu aperto nel 1846 come entità della Chiesa libera di Scozia, poi rinominata United Free Church of Scotland. Negli anni 1930, diventò la sede della facoltà teologica. Fino alla riunificazione del 1929, gli aspiranti ministri della Chiesa Libera Unita studiavano al New College, mentre i candidati dell'antico rito scozzese erano tenuti a frequentare la divinity faculty dell'Università di Edimburgo. Dal 1930, le due istituzioni iniziarono a condividere il sito del New College sul The Mound, un pendio naturale che fungeva da raccordo fra la zona antica e quella moderna di Edimburgo. 
Il progetto iniziale prevedeva la costruzione di una Graduation Hall, ma l'idea fu considerata troppo ambiziosa e fu subito accantonata. Al suo posto, nel 1894 iniziarono i lavori di costruzione di un edificio separato, la McEwan Hall, sempre su progetto di Anderson, ma finanziata da William McEwan. Dopo tre anni di lavori, l'opera fu completata e messa a disposizione dell'Università nel 1897. Alla fine degli anni 1950, la Royal Infirmary era anche la sede dell'istituto di studi geografici.

### La scuola di medicina

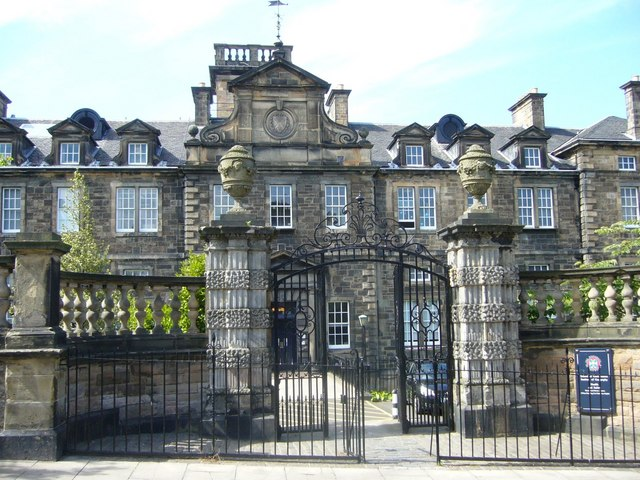
L'edificio che ospita l'istituto di geografia; in precedenza fu parte della Royal Infirmary

La Edinburgh College of Medicine for Women fu una delle principali scuole di formazione medica del mondo anglosassone per tutto il XVIII secolo e la prima metà del XIX secolo. Qui si formarono le cosiddette Edinburgh Seven, il primo gruppo di donne immatricolatesi nella storia dell'università in Gran Bretagna. La prima di esse a iscriversi nell'ateneo fu Sophia Jex-Blake. Le Edinburgh Seven non riuscirono a concludere il percorso di studi, ma aprirono un dibattito politico che ottenne il supporto pubblico di Charles Darwin e che nel 1877 si concretizzò nell'approvazione della prima legge britannica sulle pari opportunità per l'accesso al diritto allo studio.
Diciassette anni più tardi, l'Università di Edimburgo aprì le porte della medicina alle figure femminili. Nel 2015, fu eretta una lapida commemorativa, in onore del contributo degli Edinburgh Seven. Nel 1941, fu fondata la Scuola polacca di medicina quale "testimonianza dello spirito illuministico in tempo di guerra". I suoi locali erano animati dagli studenti dell'esercito polacco che erano di stanza in Gran Bretagna. Le lezioni erano impartite in lingua polacca. Il palazzo è ricordato da una targa bronzea posta nel quadrilatero della facoltà di medicina di Teviot Place.

### Anni duemila
Il 12 agosto 2002, fu inaugurato il nuovo campus di Little France, che ospita l'edificio del cancelliere, mentre la scuola medica si trova all'interno della Royal Infirmary di Edimburgo, risalente al 1729. Nel dicembre dello stesso anno, fu inaugurato il centro per la ricerca sul cancro all'interno del Western General Hospital e pochi giorni dopo un incendio danneggiò gravemente vari edifici dell'università, tra i quali i 3 000 m2 della scuola di informatica a South Bridge. Nel luglio 2008, fu completata la nuova sede dell'Informatics Forum, nel campus centrale. Nel 2007, nacque l'Istituto di genetica e medicina molecolare (IGMM), a seguito di un partenariato fra l'Unità di genetica umana del Medical Research Council britannico e il Centro di medicina genomica e sperimentale.
Nel 2007, una donazione dell'imprenditore scozzese Euan MacDonald e del padre permise di realizzare un centro di ricerca sulla malattia del motoneurone. Il 1º agosto 2011, il Collegio delle arti, fondato nel 1760, si fuse con la Scuola di arti, cultura e ambiente. Il 28 maggio 2012, prese avvio l'attività del Centro scozzese per la medicina rigenerativa, un polo di ricerca sulle cellule staminali dedicato allo sviluppo di trattamenti rigenerativi. Il 25 agosto 2014, il centro comunicò alla stampa di aver prodotto il primo organo umano, un timo, interamente cresciuto all'interno di un corpo animale.

## Struttura
L'università è organizzata in tre college:
- Medicina e veterinaria
- Scienze e ingegneria
- Scienze umane e sociali

## Rettori
- Robert Rollock (1598-1599)